# Rapale
Rapale je naselje in občina v francoskem departmaju Haute-Corse regije - otoka Korzika. Leta 2006 je naselje imelo 151 prebivalcev.

## Geografija
Kraj leži v severnem delu otoka Korzike 25 km jugozahodno od središča Bastie.

## Uprava
Občina Rapale skupaj s sosednjimi občinami Lama, Murato, Pietralba, Piève, Rutali, San-Gavino-di-Tenda, Santo-Pietro-di-Tenda, Sorio in Urtaca sestavlja kanton Haut-Nebbio s sedežem v Muratu. Kanton je sestavni del okrožja Calvi.